# پاروسور
پاروسور (نام علمی: Hypsibema missouriensis) نام یک گونه از سرده هیپسبیما است.